# Tetrastichus giffardii
Tetrastichus giffardii är en stekelart som beskrevs av Filippo Silvestri 1913. Tetrastichus giffardii ingår i släktet Tetrastichus och familjen finglanssteklar. Inga underarter finns listade i Catalogue of Life.